# Список дипломатических и консульских представительств в Болгарии
Ниже представлен список дипломатических миссий в Болгарии. Сейчас[когда?]

 в столице Болгарии Софии находятся посольства 69 стран. Ещё некоторые государства имеют аккредитованных послов в столицах других государств, в основном в Москве, Бухаресте, Берлине и Вене. Кроме того, в Болгарии есть 6 генеральных консульств и 72 почётных консульства.

## Посольства

### Европа
- Австрия
- Азербайджан
- Албания
- Бельгия
- Беларусь
- Босния и Герцеговина
- Ватикан
- Великобритания
- Армения
- Греция
- Грузия
- Ирландия
- Испания
- Италия
- Кипр
- Косово
- Мальтийский орден
- Молдова
- Нидерланды
- Германия
- Польша
- Португалия
- Северная Македония
- Россия — Посольство России в Болгарии
- Румыния
- Сербия
- Словакия
- Турция
- Венгрия
- Украина — Посольство Украины в Болгарии
- Финляндия
- Франция
- Хорватия
- Чехия
- Черногория
- Швейцария
- Швеция

### Азия
- Афганистан
- Камбоджа
- Вьетнам
- Йемен
- Израиль
- Индия
- Индонезия
- Ирак
- Иран
- Казахстан
- Катар
- Китай
- Кувейт
- Ливан
- Монголия
- Пакистан
- Государство Палестина
- Республика Корея
- КНДР
- Саудовская Аравия
- Сирия
- Япония

### Остальные
- Алжир
- Аргентина
- Бразилия
- Венесуэла
- Египет
- Куба
- Ливия
- Марокко
- ЮАР
- США

## Аккредитованные послы
Москва
- Бурунди
- Гвинея-Бисау
- Эритрея
- Камерун
- Мадагаскар
- Непал
- Сингапур
- Сомали
- Сьерра-Леоне
- Туркменистан
- Чад

Бухарест
- Иордания
- Канада
- Литва
- Малайзия
- Нигерия
- Норвегия
- Таиланд
- Уругвай
- Чили

Берлин
- Кения
- Мавритания
- Малави
- Нигер
- Танзания
- Того
- Уганда
- Ямайка

Вена
- Доминиканская Республика
- Лаос
- Намибия
- Оман
- Парагвай
- Сальвадор

Рим
- Буркина-Фасо
- Кот-д’Ивуар
- Лесото
- Мали
- Никарагуа

Белград
- Ангола
- Гвинея
- Мьянма
- Тунис

Будапешт
- Эквадор
- Мексика
- Словения
- Филиппины

Анкара
- Бангладеш
- Гана
- Узбекистан

Варшава
- Колумбия
- Латвия
- Шри-Ланка

Афины
- Австралия
- Перу

Брюссель
- Новая Зеландия
- Сейшельские Острова

Женева
- Бенин
- Эфиопия

Остальные
- Андорра — Андорра-ла-Велья
- Гайана — Лондон
- Гватемала — Тель-Авив
- ДР Конго — Прага
- Эстония — Вильнюс
- Замбия — Париж
- Исландия — Копенгаген
- Люксембург — Люксембург
- Мальта — Валлетта
- Панама — Пирей
- Руанда — Гаага

## Генеральные консульства
- Греция: Пловдив
- Россия: Варна
- Россия: Русе
- Турция: Бургас
- Турция: Пловдив
- Украина: Варна

## Представительства международных организаций
- Европейский союз
- Управление Верховного комиссара ООН по делам беженцев
- Всемирная организация здравоохранения
- ЮНИСЕФ
- Европейский банк реконструкции и развития
- Всемирный банк
- Международный валютный фонд
- Международная организация по миграции

## Галерея
- Посольство Австрии
- Посольство Албании
- Посольство Ватикана
- Посольство Великобритании
- Посольство Армении
- Посольство Греции
- Посольство Египта
- Посольство Ирландии
- Посольство Испании
- Посольство Италии
- Посольство Северной Македонии
- Посольство Нидерландов
- Посольство Португалии
- Посольство России
- Посольство Румынии
- Посольство Турции
- Посольство Франции
- Посольство Швейцарии

## Ссылка
- Список дипломатических миссий в Болгарии